# The Mirisch Corporation
La Mirisch Corporation è una casa di produzione e distribuzione statunitense. Fondata e diretta dal Walter Mirisch. Nel 1973 è stata definitivamente inglobata alla United Artists, per la quale fino ad allora aveva prodotto, da controllata, i film che la U.A. distribuiva.

## Filmografia parziale
Casa di produzione
- A qualcuno piace caldo (Some Like It Hot, 1959)
- L'appartamento (The Apartment, 1960)
- I magnifici sette (The Magnificent Seven, 1960)
- West Side Story (West Side Story, 1961)
- La Pantera Rosa (film 1963) (1963)
- Uno sparo nel buio (1964)
- Omicidio al neon per l'ispettore Tibbs (They Call Me MISTER Tibbs!, 1970)